# ماثيو ويليامسون
ماثيو ويليامسون (بالإنجليزية: Matthew Williamson)‏ هو مصمم أزياء بريطاني، ولد في 23 أكتوبر 1971 في مانشستر في المملكة المتحدة.

## وصلات خارجية
- الموقع الرسمي